# Esiliiga 1992/93
Die Esiliiga 1992/93 war die zweite Spielzeit der zweithöchsten estnischen Fußball-Spielklasse der Herren. Die Saison wurde vom Kalenderjahr-Rhythmus auf Herbst/Frühjahr umgestellt.

## Modus
Die Liga umfasste neun Vereine. Die Mannschaften spielten an 26 Spieltagen jeweils zweimal gegeneinander. Die beiden ersten Teams stiegen in die Meistriliiga auf.

## Vereine
Olümpia Maardu, in der letzten Saison als FC Maardu war aus der Meistriliiga abgestiegen. Aus der II Liiga kamen die beiden Aufsteiger Tallinna Sadam und Pena Kohtla-Järve. KEK Paide wurde umbenannt in JK Järvamaa und KEK Pärnu in JK Pärnu Tervis.
| Verein                | Stadt        | Stadion              | Kapazität |
| --------------------- | ------------ | -------------------- | --------- |
| Narva Kreenholm       | Narva        | Kreenholmi staadion  | 1.065     |
| Pena Kohtla-Järve     | Kohtla-Järve | Keemiku staadion     | 4.000     |
| Lokomotiiv Valga      | Valga        | Keskstaadion         | 0500      |
| JK Tallinna Sadam     | Tallinn      | Kalevi Keskstaadion  | 11.5000   |
| Olümpia Maardu        | Maardu       | Maardu linnastaadion | 1.000     |
| Peipsi Kalur Kallaste | Kallaste     | ?                    | ?         |
| JK Pärnu Tervis       | Pärnu        | Pärnu Kalev staadion | 1.501     |
| JK Irbis Kiviõli      | Kiviõli      | Kiviõli staadion     | ?         |
| JK Järvamaa           | Paide        | Paide linnastaadion  | 0.268     |

## Abschlusstabelle
| Pl. | Verein                  | Sp. | S  | U | N  | Tore    | Diff. | Punkte |
| --- | ----------------------- | --- | -- | - | -- | ------- | ----- | ------ |
| 1.  | JK Pärnu Tervis         | 16  | 13 | 0 | 3  | 077:150 | +62   | 26:60  |
| 2.  | JK Tallinna Sadam (N)   | 16  | 12 | 2 | 2  | 052:140 | +38   | 26:60  |
| 3.  | Narva Kreenholm         | 16  | 8  | 1 | 7  | 032:460 | −14   | 17:15  |
| 4.  | JK Järvamaa             | 16  | 7  | 2 | 7  | 042:390 | +3    | 16:16  |
| 5.  | Pena Kohtla-Järve (N)   | 16  | 6  | 4 | 6  | 046:350 | +11   | 16:16  |
| 6.  | Olümpia Maardu (A)      | 16  | 6  | 2 | 8  | 024:400 | −16   | 14:18  |
| 7.  | JK Irbis Kiviõli        | 16  | 6  | 1 | 9  | 030:460 | −16   | 13:19  |
| 8.  | Lokomotiiv Valga        | 16  | 5  | 1 | 10 | 026:520 | −26   | 11:21  |
| 9.  | Peipsi Kalur Kallaste 1 | 16  | 2  | 1 | 13 | 013:560 | −43   | 05:27  |

| (A) | Absteiger aus der Meistriliiga 1992 |
| (N) | Neuaufsteiger aus der II Liiga      |